# Konfiskation
Konfiskation (lateinisch confiscatio) oder Konfiszierung bezeichnet die entschädigungslose Entziehung von Eigentum zugunsten des Staates (Fiskus).

## Deutschland
In Deutschland ist die entschädigungslose Enteignung nach der sog. Junktimklausel verfassungsrechtlich unzulässig (Art. 14 Abs. 3 GG). Eine Ausnahme ist die Einziehung von Gegenständen, mit denen eine strafbare Handlung begangen wurde oder die durch eine strafbare Handlung erworben wurden (§ 73 StGB). Zur Bekämpfung der organisierten Kriminalität, besonders der italienischen Mafia in Deutschland, schlugen 2024 Kilian Wegner, Constantin Ladwig, Till Zimmermann und Mohamad El-Ghazi die  Einführung eines Gesetzes über das Aufspüren verdächtiger Vermögensgegenstände und über die selbständige Vermögenseinziehung (Vermögenseinziehungsgesetz) vor.
Bei der Beschlagnahme wird dagegen nur der Besitz entzogen (§ 94 StPO). Nach anderen Vorschriften kann dies etwa auch im Zollrecht mit Schmuggelware oder bei Verstößen gegen den Artenschutz geschehen.

## Völkerrecht
Die Zerstörung und Wegnahme von Eigentum als Methode der Kriegführung ist im humanitären Völkerrecht geregelt.
Ausnahmen für das Recht, privates Eigentum zu erbeuten, gelten nach dem Prisenrecht bei einem Seekrieg.